# Condado de Crawford (Indiana)
O Condado de Crawford é um dos 92 condados do estado americano de Indiana. A sede do condado é English, e sua maior cidade é English. O condado possui uma área de 800 km² (dos quais 8 km² estão cobertos por água), uma população de 10,743 habitantes, e uma densidade populacional de 14 hab/km² (segundo o censo nacional de 2000). O condado foi fundado em 1818.